# تاریخ مختصر افغانستان
تاریخ مختصر افغانستان نام کتابی است که توسط پژوهشگر و تاریخنگار معاصر افغانستان آقای عبدالحی حبیبی نوشته شده‌است.
این کتاب که از کتب مهم در زمینه تاریخ افغانستان است در سال ۱۳۴۶ خورشیدی در مطبعه دولتی افغانستان در کابل به چاپ رسید.